# Within a Mile of Home
Within a Mile of Home è il terzo album di studio del gruppo celtic punk statunitense Flogging Molly, pubblicato il 14 settembre 2004 dalla SideOneDummy Records. L'album ha raggiunto la ventesima posizione delle classifiche Billboard 200 e Top Internet e la prima posizione della Top Independent.

## Tracce
1. Screaming at the Wailing Wall - 3:41
2. Seven Deadly Sins - 2:50
3. Factory Girls (featuring Lucinda Williams) - 3:51
4. To Youth (My Sweet Roisin Dubh) - 3:17
5. Whistles the Wind - 4:32
6. Light of a Fading Star - 3:52
7. Tobacco Island - 5:17
8. The Wrong Company - 0:36
9. Tomorrow Comes a Day Too Soon - 3:32
10. Queen Anne's Revenge - 3:06
11. The Wanderlust - 3:31
12. Within a Mile of Home - 3:53
13. The Spoken Wheel - 2:13
14. With a Wonder and a Wild Desire - 3:40
15. Don't Let Me Die Still Wondering - 4:17

## Formazione
- Dave King - voce, chitarra acustica, bodhrán, banjo, spoons, cori
- Bridget Regan - fiddle, tin whistle, uilleann pipes, cori
- Dennis Casey - chitarra elettrica, cori
- Nathen Maxwell - basso, voce
- Bob Schmidt - mandolino, mandola, banjo, bouzouki, cori
- George Schwindt - batteria, percussioni, bodhran
- Matt Hensley - fisarmonica, concertina